# 奧爾登 (堪薩斯州)
奧爾登（英語：Alden）是一個位於美國堪薩斯州賴斯縣的城市。

## 地方資料
根據2020年美國人口普查的數據，奧爾登的面積為0.40平方千米，當中陸地面積為0.40平方千米，而水域面積為0.00平方千米。當地共有人口122人，而人口密度為每平方千米305人。